# Szkíta Aranyszarvas díj
Szkíta Aranyszarvas díj 2002-ben magánszemélyek által alapított, évente kiosztott filmművészeti díj, mely pénzjutalommal nem jár.
Mindig az adott év decemberében egy külön kiválasztott hazai helyszínen folyik az átadás.

## Díjalapítás célja
A díj azokat a magyar filmművészeket jutalmazza, akik több évtizedes munkásságukkal itthon és külföldön elismerést szereztek a magyar filmnek, és alkotásaikban a magyar és az európai szellemiség együtt van jelen. Az Aranyszarvas-díj, amely Mihály Gábor Munkácsy Mihály-díjas szobrászművész kisplasztikája kifejezi, hogy „a magyar filmművészetben a divatáramlatok mellett a mélyebb emberi értékek is megmutatkoznak”, s ezekre mind a közönség, mind a filmszakma, mind a hivatalosság figyelmét érdemes ráirányítani. A díj egyben megerősítést óhajt nyújtani azoknak a filmművészeknek, akik a múló divathullámok között sajátos és időtálló magyar filmnyelv kialakítására törekedtek.

## Alapítók
- Puszt Tibor filmrendező
- Molnár Pál újságíró
- Mihály Gábor szobrászművész.

## Kuratórium
- Lőcsei Gabriella
- Mihály Gábor
- Molnár Pál (titkár)
- Puszt Tibor (elnök)
- valamint a kitüntetett művészek.

## Díjazottak
- 2002 Hintsch György, filmrendező, forgatókönyvíró
- 2003 Jeli Ferenc, filmrendező
- 2004 Hildebrand István, operatőr
- 2005 Morell Mihály, vágó
- 2006 Fakan Balázs, dramaturg
- 2007 Pap Ferenc, operatőr
- 2008 Dárday István, filmrendező
- 2009 Kurucz Sándor, operatőr
- 2010 Csurka István, forgatókönyv-író
- 2011 András Ferenc, rendező (2013-ban Kossuth-díjat kapott)
- 2012 Fazekas Lajos, rendező
- 2013 Vitézy László, rendező
- 2014 Jelenczki István, rendező
- 2015 Bácskai Lauró István, rendező
- 2016 Péterffy András, rendező
- 2018 Puszt Tibor rendező